# القرانة (المخادر)

تعديل مصدري - تعديل

القرانة هي إحدى قرى عزلة الشرف بمديرية المخادر التابعة لمحافظة إب، بلغ تعداد سكانها 138 نسمة حسب تعداد اليمن لعام 2004.